# 티건 크로프트
티건 크로프트(영어: Teagan Croft, 2004년 4월 23일 ~ )는 오스트레일리아의 배우이다. DC 코믹스 원작 드라마 《DC 타이탄》의 레이븐 역으로 출연하고 있다.

## 생애와 경력
시드니 출신으로, 9세 때인 2014년 연극 《앵무새 죽이기》의 주인공 스카우트 역으로 데뷔했다. 2016년에는 SF 영화 《행성탈출: 반란의 서막》에서 아역으로 출연했고 같은 해 연속극 《홈 앤 어웨이》에서 벨라 역으로 출연했다. 2017년에 스트리밍 서비스 DC 유니버스에서 방영하는 슈퍼히어로 드라마 《DC 타이탄》에서 레이븐 역으로 캐스팅되었다.
배우 페니 맥너미와 제시카 맥너미 자매가 그녀의 이모이다.

## 출연작 목록

### TV 드라마
| 연도      | 제목                 | 원제                | 배역                 | 비고                                                |
| --------- | -------------------- | ------------------- | -------------------- | --------------------------------------------------- |
| 2016      | 홈 앤 어웨이         | Home and Away       | 벨라 로네러건        |                                                     |
| 2018-현재 | DC 타이탄            | Titans              | 레이철 로스 / 레이븐 | 주연                                                |
| 2020      | 레전드 오브 투모로우 | Legends of Tomorrow | 레이철 로스 / 레이븐 | "Crisis on Infinite Earths, Part 5" 에피소드 카메오 |

### 영화
- 행성탈출: 반란의 서막(2016) - 인디 서머빌 역

### 연극
- 앵무새 죽이기(2014) - 스카우트